# Sinagoga Central de Sídney
La Sinagoga Central de Sídney está situada en Bondi Junction, un suburbio de la ciudad de Sídney,
en el estado de Nueva Gales del Sur, en Australia, es la sinagoga más grande del hemisferio sur, y
es el punto de encuentro de la mayor congregación judía de Australia. Está situada en la Avenida Bon Accord
y llega hasta la calle Kenilworth. Fue construida en el lugar donde se haya actualmente en el año 1960 después
de haber estado inicialmente en Paddington y después en Bondi. Fue quemada en el año 1994 por un incendio devastador 
que fue causado por un fallo eléctrico. La sinagoga fue después reconstruida y reabierta en el año 1998. Hineni
es el movimiento juvenil oficial de la sinagoga central de Sídney.